# 浅井井頼
浅井 井頼（あざい いより）は、安土桃山時代から江戸時代前期にかけての武将。讃岐丸亀藩客分。近江の戦国大名・浅井長政の庶子。通称は喜八郎、周防守。諱は複数伝わり、政信、政賢・政堅（まさかた）、長春、政資（まさすけ）、長房など。晩年は作庵と号した。

## 略歴
讃岐の金刀比羅宮文書に「浅井喜八郎井頼」と署名された発給文書が現存し、同じく「浅井周防井頼」と署名された文書もあって、直井武久は両署名の花押が同じものであることを指摘した。これによって『浅井氏家譜大成』の『浅井系統一覧』にみえる浅井喜八郎長春は、浅井喜八郎井頼のことであり、周防守という受領名を名乗っていたことがわかり、『徳川実紀』『武徳編年集成』に「浅井周防守政賢（政堅）」は「浅井備前守長政の庶子」とある から、井頼と周防守は同一人物で、もともとは浅井喜八郎を名乗っていたことが明らかになった。
小浜の常高寺に遺されている常高院（初）が死去する直前に書いた遺言状の写しには、｢いまさらすてられ候ハぬ｣と弟の井頼を気遣う内容が記されていて。初は元亀3年（1570年）、江は長政が自害する天正元年（1573年）の生まれなので、江と双子でなければ生母はお市以外の側室であると推考され、長政と側室の間に生まれた子供であろう。
『 浅井三代記』には織田信長の追及を逃れた（小谷城落城時の）当年子の次男の存在が書かれている。『寛政重脩諸家譜』ではこれを万寿丸として福田寺の僧とするが、『浅井氏家譜大成』では次男は喜八郎としていて、三男を虎千代丸とし福田寺の僧としている。小和田哲男は、浅井三姉妹の兄弟で確実視されるのは、長男の万福丸と喜八郎のみであるとして、信長方の追及の目を逃れるために喜八郎が福田寺に預けらたこととの混同かもしれないと述べている。他方で、次男を万寿丸として蒼玉寅首座（そうぎょくいんしゅそ）となったとして別人とする説もあるので、次男か三男かはよくわからない。三女・江との序列も不明。
天正11年（1583年）から天正13年（1585年）の間に羽柴秀吉の養子於次丸秀勝に仕えている。秀勝の死後、秀吉の弟・秀長に仕えて6百石の知行｡
さらに文禄3年（1595年）の秀保の死後は、大和郡山城を引き継いで入部した増田長盛に仕えて3,000石を給される｡
慶長5年（1600年）、関ヶ原の戦いで西軍に属した増田長盛が改易されると浪人。東軍に与した生駒一正（生駒親正の子）を頼って讃岐国丸亀城に身を寄せた。
その後『山内忠義公記』や山内家の『御四代記』にあるように生駒家を出奔、慶長18年（1613年）に山内家に仕官するも、旧主君生駒正俊の奉公構がはいり慶長十九年春山内家を辞す。
慶長19年（1614年）、大坂冬の陣の際は長姉・淀殿（茶々）のいる豊臣側に加わって、大坂城に入り、二の丸の東を守備。翌年（1615年）の夏の陣では毛利勝永の隊にあり、戦死説もあるが、大坂城落城後に脱出して再び浪人となった。
将軍徳川秀忠に嫁いでいる崇源院（江）を頼ることはできなかったので、次姉・常高院（初）を頼って若狭国小浜藩に流れる。常高院の夫の京極高次はすでに亡く、高次の子で（井頼の）義理の甥にあたる忠高の代となっていたが、前述の遺書にあるように常高院の願いで京極氏に庇護され、出家して作庵（さくあん）を称し、客分待遇で500石の知行を与えられた。京極氏は忠高に男子がなく、忠高の甥で讃岐国丸亀藩に移封された初代藩主・京極高和は（井頼と）直接的な血縁・縁戚ではないが、浅井作庵の子孫は丸亀藩士として続いた。
香川県丸亀市南条町の京極家の菩提寺である玄要寺に、京極作庵の名で過去帳にあり、丸亀藩士となった井頼の子孫のものと伝わる墓がある。